# Gunungbatu (Cilograng)
Gunungbatu is een bestuurslaag in het regentschap Lebak van de provincie Banten, Indonesië. Gunungbatu telt 2574 inwoners (volkstelling 2010).